# 蒂莫·鲍姆加特尔
蒂莫·鮑姆加特爾（德語：Timo Baumgartl；1996年3月4日—）是一位德國足球運動員。在場上的位置是中後衛。他現在效力於德乙球隊沙尔克04。他也曾代表德國各級國青隊參賽。

## 俱樂部生涯

### 斯图加特
鮑姆加特爾於2013年12月18日在德丙的斯图加特二队中首次代表球隊在主場以2-1擊敗多特蒙德二隊。他作為中後衛踢滿了整場比賽。
2014年11月8日，他在斯圖加特一線隊對陣雲達不萊梅的比賽中完成了德甲首秀。2015年1月26日，鮑姆加特與斯圖加特續約至2018年6月。2015年8月11日，鮑姆加特再次續約至2020年6月。
2017年12月3日，鮑姆加特與斯圖加特簽訂了一份為期五年的新合約，讓他留在斯圖加特直到2022年6月。

### PSV燕豪芬
2019年7月25日，PSV燕豪芬宣布與鮑姆加特爾簽署為期五年的合約。

### 柏林聯盟
2021年7月1日，鮑姆加特爾宣布以為期一個賽季的租借合約返回德國，為柏林聯盟效力，並附有購買選擇權。
2021年12月3日，鮑姆加特爾在對陣RB萊比錫的比賽中踢進在柏林聯盟的首球，幫助球隊升至德甲排名即時第四名。
2022年春天，鮑姆加特爾切除了睾丸腫瘤，這意味著他將缺席直到賽季結束。柏林聯盟隨後將租借期延長至2022/23賽季。
2022年9月18日，鮑姆加特爾在手術和化療後倖存下來後，慶祝了他在對陣狼堡的首發十一人的復出比賽。

### 沙爾克04
2023年7月26日，他與德乙球隊沙尔克04簽訂了一份為期兩年的合約。

## 個人生活
蒂莫是前德國女子國家手球隊隊員、第一支女子手球隊VfL Sindelfingen教練米凱拉·鮑姆加特爾的兒子。

## 榮譽

### 俱樂部
斯圖加特
- 德國足球乙級聯賽冠軍：2016–17賽季

## 外部連結
- Soccerway資料庫：蒂莫·鲍姆加特尔